# 小島村 (岐阜県)
小島村（こじまむら）は、かつて岐阜県揖斐郡にあった村である。
現在の揖斐川町の南部に該当し、揖斐川と粕川に挟まれた地域である。
村名は、かつてのこの地域の郷の名、小島郷。荘園の名、小島荘に由来。また、後光厳天皇の行幸の地、小島頓宮（おじまとんぐう）に由来する。

## 歴史
- 江戸時代末期、この地域は美濃国池田郡であり、尾張藩領、大垣藩領、天領であった。
- 1875年（明治8年） - 堀村、野中村、大門村、溝尻村が合併し、小島村となる。
- 1889年（明治22年）7月1日 - 町村制により、小島村発足。
- 1897年（明治30年）4月1日[1] - 大野郡の一部と池田郡が合併して揖斐郡となる。この地域は揖斐郡に属する。
- 1897年（明治30年）4月1日 - 小島村、上野村、岡村、和田村、上東野村、市場村、瑞岩寺村、白樫村、新宮村、黒田村が合併し、改めて小島村となる
- 1955年（昭和30年）4月1日 - 揖斐町、大和村、北方村、清水村、小島村が合併し、揖斐川町となる。

## 教育
- 小島村立小島小学校 （現・揖斐川町立小島小学校）
- 小島村立小島中学校 （1961年統合により廃校。現・揖斐川町立揖斐川中学校）